# Małżeństwo osób tej samej płci na Pitcairn
     Małżeństwo
     Uznawanie małżeństw osób tej samej płci zawartych za granicą
     Związki jednopłciowe nieuznawane
     Konstytucja definiuje małżeństwo jako związek kobiety i mężczyzny
     De iure nielegalne, de facto nie wszczyna się postępowania
     Kontakty seksualne między osobami tej samej płci karane

Status prawny związków osób tej samej płci w Australii i Oceanii:
Małżeństwo
Uznawanie małżeństw osób tej samej płci zawartych za granicą
Związki jednopłciowe nieuznawane
Konstytucja definiuje małżeństwo jako związek kobiety i mężczyzny
De iure nielegalne, de facto nie wszczyna się postępowania
Kontakty seksualne między osobami tej samej płci karane

Małżeństwa osób tej samej płci są legalne na Pitcairn od 15 maja 2015, pomimo faktu, że nie stwierdzono istnienia homoseksualnych par żyjących na wyspie. Rozporządzenie o legalizacji małżeństw zostało jednomyślnie przyjęte przez radę wyspy  i podpisane przez gubernatora Pitcairn Jonathana Sinclaira 5 maja 2015. Zostało ono opublikowane 13 maja.